# Hahnia tikaderi
Hahnia tikaderi là một loài nhện trong họ Hahniidae.
Loài này thuộc chi Hahnia. Hahnia tikaderi được Paolo Marcello Brignoli miêu tả năm 1978.